# Juan Torres Piñón
Juan Torres Piñón (Ferrol, La Coruña, 23 de abril de 1936) es un empresario español. Fue socio fundador de ACS junto a Florentino Pérez. Casado y padre de cinco hijos, entre ellos el arquitecto Joaquín Torres.

## Biografía
Doctor Ingeniero de Caminos, Canales y Puertos por la Escuela Superior de Ingenieros de Madrid. Profesor Extraordinario del Instituto de Estudios Superiores de la Empresa (IESE), Universidad de Navarra (1968-2005). Actualmente es Profesor Emérito de dicho instituto.
Fue secretario general de Acción Católica de 1960 a 1963.
Fue designado Presidente del Metro de Madrid en 1979 y concejal y Delegado de Obras del Ayuntamiento de Madrid en 1978.
En el sector privado ha sido Presidente de Mutual Cyclops (1982-1985) y de Construcciones Padrós (1983-1986) y Vicepresidente de Hispano Química (1981-1985), Ocisa (1986-1993) y Ocp Construcciones (actualmente ACS) (1993-1997). Desde 1998 es Presidente de Cartera Kairós. En representación de Cartera Kairós, entidad fundadora protectora del Colegio Libre de Eméritos, es vocal del Patronato de esta Fundación desde el año 2002, habiendo sido elegido Presidente del mismo en 2007.

### Arte
Su interés por el arte, del que además es coleccionista, le ha llevado a ser vocal del Patronato del Museo Nacional Centro de Arte Reina Sofía (1998-2002). Desde 2002 es Miembro de Honor del Museo Guggenheim de Bilbao y Académico correspondiente de la Real Academia de Bellas Artes de San Fernando.